# 轫致辐射

一個電子移動於原子核所產生的電場，會被電場的庫侖力偏轉，因而發射轫致辐射。電子的能量的改變，決定了發射光子的頻率。

轫致辐射，又称刹车辐射或制動輻射（英語：Bremsstrahlung, braking radiation，德語： 德語發音：[ˈbʁɛmsˌʃtʁaːlʊŋ] ⓘ），原指高速运动的电子骤然减速时发出的辐射，后来泛指带电粒子与原子或原子核发生碰撞时突然减速发出的辐射。根据经典电动力学，带电粒子作加速或减速运动时必然伴随电磁辐射。其中，又将遵循麦克斯韦分布的电子所产生热轫致辐射。
轫致辐射的X射线谱往往是连续谱，这是由于在作为靶子的原子核电磁场作用下，带电粒子的速度是连续变化的。轫致辐射的强度与靶核电荷的平方成正比，与带电粒子质量的平方成反比。因此重的粒子产生的轫致辐射往往远远小于电子的轫致辐射。
轫致辐射广泛应用于医学和工业。在工业上，经常使用熔点高、导热好、原子序数比较大的钨作为X射线管的阳极靶。而醫療上的X射線機大多為制動輻射。原理為將高能量電子打在固定靶上，電子突然減速，能量轉換為X射線與熱能。在天体物理学上，轫致辐射是很常见的辐射，一些X射线源（如X射线脉冲星、太阳耀斑）的辐射就属于轫致辐射。

## 在真空中的粒子
带电粒子在真空中有正或负的加速度时，会以电磁辐射的形式释放能量，这在拉莫方程式中及其相对论一般化中所描述。尽管术语“轫致辐射”通常是保留给带电粒子在物质中加速，而不是在真空中，但是方程式是相似的。（在这方面，轫致辐射不同于切伦科夫辐射，切伦科夫辐射是另外一种制动辐射,只发生在物质中，而不是在真空中进行。）

## 轫致辐射的来源

### X射线管

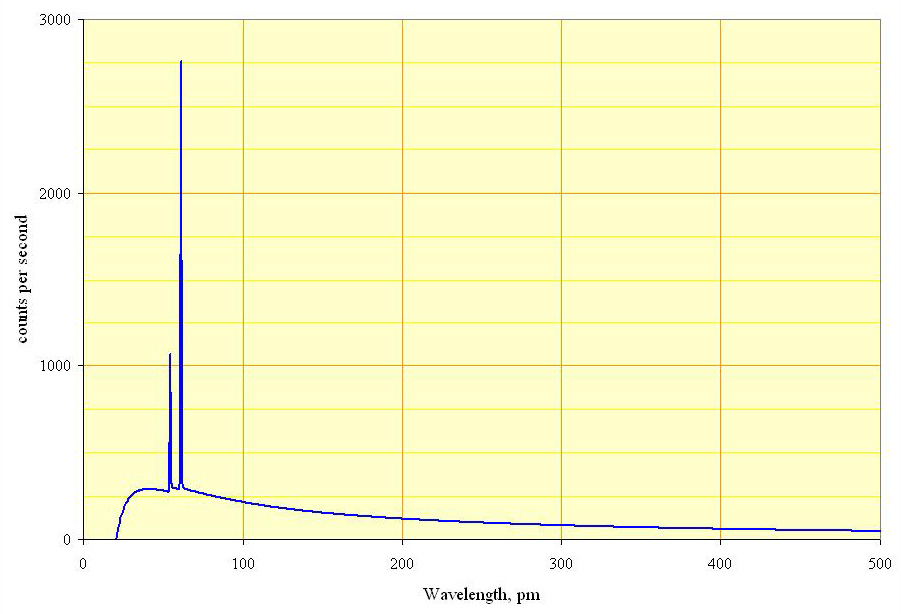
在带有铑靶的X射线管发射的X射线频谱, 运行在60千伏(KV)电压下。连续曲线是由于轫致辐射，并且尖峰是铑的特征K谱线. The curve goes to zero at 21 pm in agreement with the Duane–Hunt law, as described in the text.

在X射线管中，电子在真空中通过电场被加速并被射入的金属片（“靶材”（target））。X射线被在金属中减速的电子所发射。输出频谱包含X射线的连续频谱，并在一定的能量之处有尖峰（参照右图）。

### β衰变
发射β粒子的物质有时会表现出有连续光谱的微弱辐射是因为轫致辐射。